# Русский витязь (студия)
«Ру́сский ви́тязь» – российская художественная студия, сыгравшая важную роль в становлении современного искусства миниатюры.

## История
Студия была основана Андреем Арсеньевым в 1989 году. В 1991 году в "Русском витязе" работало уже более ста человек.
В 1998 году студия получила Гран-при всемирной выставки миниатюр в Великобритании и Франции.
За первые 10 лет существования в студии было создано несколько сотен моделей миниатюр.
В начале 2000-х Русский витязь" становится крупнейшим производителем исторических миниатюр в России, студия приобретает широкую известность в мире.
В 2008 году при поддержке Администрации Президента РФ студия запустила проект по созданию серии оловянных скульптур всех известных исторических деятелей России, от Рюрика до Путина. Проект получил статус «национального проекта». В общей сложности планируется выполнить около 500 различных скульптур. Проект широко освещался в СМИ. Работа над каждой фигурой занимает около 4 месяцев, в некоторых из них использованы драгоценные камни и золото. Стоимость фигур достигает десятков тысяч долларов. Ранее комплект миниатюр для своей коллекции заказал у студии король Иордании Абдулла II. Также получили известность в СМИ факты изготовления студией скульптур Игоря Сечина, Алексея Миллера, Владимира Якунина, Рамзана Кадырова, Сергея Собянина, Иосифа Кобзона, Виктора Януковича, Нурсултана Назарбаева, Александра Лукашенко.

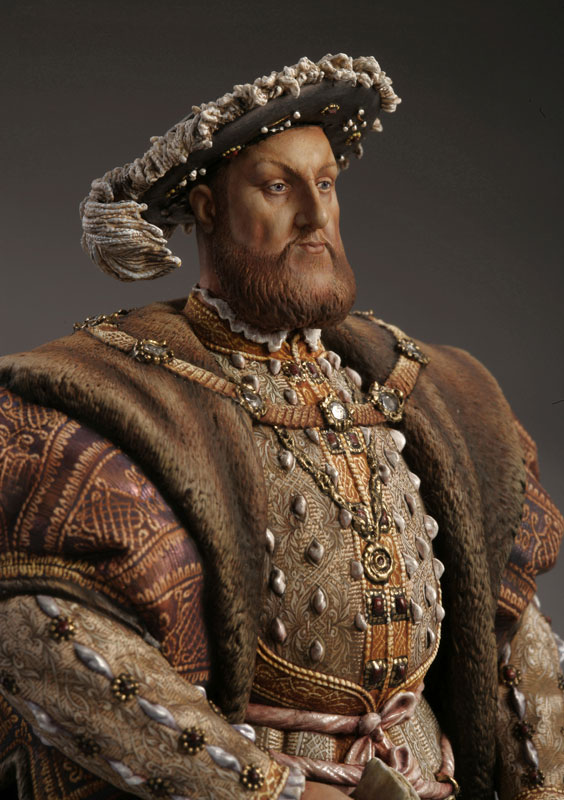
Фрагмент 120-миллиметровой оловянной миниатюры "Генрих VIII"

Исторические миниатюры студии выставляются в музеях России и мира. Одна из статуэток студии была установлена в петербургском «Птичьем дворике».
В мастерской работает 20 скульпторов и художников, почти все художники — женщины. Миниатюры, выполненные в студии, являются самыми дорогими в мире.
Несколькими художниками студии были впоследствии основаны собственные художественные школы, в их числе - иркутская камнерезная школа Натальи Бакут.
Директором студии является Андрей Арсеньев.

## Процесс производства
Миниатюры изготавливаются сверхмалыми тиражами либо в единственном экземпляре. В качестве основного материала используются олово, дополнительными служат сталь, медь, бронза, золото, драгоценные камни. Создание миниатюры начинается с разработки общей концепции и сбора исторического материала. Основываясь на этом, скульптор делает эскизы из пластилина, затем он создает мастер-модель, которая в дальнейшем отливается в металле. После сборки и обработки отливки, миниатюра расписывается художником при помощи акриловых и темперных красок. Весь технологический процесс занимает несколько месяцев.

## См.также
- Оловянный солдатик
- Художественная студия Юлия Мадерниека